# El Arenal (Jalisco)
El Arenal (Jalisco) é um município do estado de Jalisco, no México.
Em 2005, o município possuía um total de 15.016 habitantes.